# Ride a White Horse
"Ride a White Horse" är en låt av den engelska elektroniska duon Goldfrapp. Låten skrevs av Alison Goldfrapp, Will Gregory och Nick Batt för Goldfrapps tredje album, Supernature (2005). Låten är inspirerad av nattklubben Studio 54 under discoeran.
Låten släpptes som albumets tredje singel i februari 2006 och möttes av positiva recensioner från musikkritiker. Det blev en kommersiell succé och nådde topp 40 på merparten av listorna den gick in på. Låten har blivit remixad flera gånger och användes i den amerikanska TV-serien The L Word.
"Ride a White Horse" förekommer även i datorspelen Need for Speed: Carbon och The Sims 3.

## Musikvideo
Musikvideon till "Ride a White Horse" regisserades av Diane Martel och filmades i London, England i december 2005.

## Låtlistor och format
| CD-singel #1 (CDMute356; Släppt 13 februari 2006) 1. "Ride a White Horse" (singelversion) – 3:47 2. "Slide In" (DFA remix edit) – 5:20 CD-singel #2 (LCDMute356; Släppt 13 februari 2006) 1. "Ride a White Horse" (Serge Santiágo re-edit) – 8:08 2. "Ride a White Horse" (FK-EK vocal version) – 7:48 3. "Ride a White Horse" (FK Disco Whores dub) – 7:42 4. "Ride a White Horse" (Ewan Pearson Disco Odyssey Parts 1 & 2) – 15:13 DVDsingel (DVDMute356; Släppt 13 februari 2006) 1. "Ride a White Horse" (Live i London) 2. "Supernature Tour Access All Areas" 3. "Number 1" (Mùm remix – audio) – 2:23 Digital singel (Släppt 13 februari 2006) 1. "Ride a White Horse" (singelversion) – 3:35 2. "Slide In" (DFA remix edit) – 5:21 Digital EP (Släppt 13 februari 2006) 1. "Ride a White Horse" (Serge Santiágo re-edit edit) – 6:55 2. "Ride a White Horse" (FK-EK Vocal version edit) – 6:58 3. "Ride a White Horse" (FK Disco Whores dub edit) – 6:55 4. "Ride a White Horse" (Ewan Pearson Disco Odyssey, Part 1 edit) – 6:54 | 12"-vinylsingel (12Mute356; Släppt 13 februari 2006) 1. "Ride a White Horse" (Serge Santiágo re-edit) – 8:05 2. "Ride a White Horse" (FK-EK Vocal version) – 7:45 Europeisk EP 1. "Ride a White Horse" (singelversion) - 3:35 2. "Ride a White Horse" (Serge Santiàgo Ee-edit) - 8:10 3. "Ride a White Horse" (FK-EK Vocal Version) - 7:55 4. "Slide In" (DFA Remix) - 13:14 5. "Number 1" (Múm Mix) - 2:32 6. "Ride a White Horse" Live in London video - 7:12 7. Supernature Tour Access All Areas video - 4:25 Amerikansk maxisingel (9323-2; Släppt Februari 2007) 1. "Ride a White Horse" (singelversion) – 3:46 2. "Boys Will Be Boys" – 2:51 3. "Ride a White Horse" (FK-EK Vocal version) – 7:48 4. "Ride a White Horse" (FK Disco Whores dub) – 7:41 5. "Ride a White Horse" (Ewan Pearson Disco Odyssey Parts 1 & 2) – 15:13 6. "Ride a White Horse" (Serge Santiago re-edit) – 8:07 7. "Ride a White Horse", musikvideon 8. "Ride a White Horse" (Live i London) music video |

## Listplaceringar
| Lista (2006)                | Högsta position |
| --------------------------- | --------------- |
| Irland                      | 36              |
| Storbritannien              | 15              |
| Lista (2007)                | Högsta position |
| USA Hot Dance Club Play     | 29              |
| USA Hot Dance Singles Sales | 5               |